# 이민화
이민화(李珉和, 1953년 12월 8일 ~ 2019년 8월 3일)은 대구광역시 군위 출신의 교수, 기업인, 사회운동가이다. 한국 최초의 벤처기업 '메디슨'의 창업자이다.

## 학력
- 1982년 ~ 1986년 카이스트대학원 전자공학 박사
- 1976년 ~ 1978년 카이스트대학원 전자공학원 석사
- 1972년 ~ 1976년 서울대학교 공과대학 전자공학과 학사
- 1969년 ~ 1972년 중앙고등학교

## 명예 박사 학위
- ~ 2000년 순천향대학교 경영학 명예박사

## 주요 경력
- 2009 ~ 2019.08 KAIST IP영재기업인교육원 자문위원장
- 2013.06 ~ 2019.08 (사)창조경제연구회 이사장
- 2011.02 ~ 2019.08 한국디지털병원 수출사업협동조합 명예이사장
- 2009.07 ~ 2010.11 초대 중소기업옴부즈만
- 2006.07 ~2009. 04 기술거래소 이사장
- 1996~1997 아시아태평양경제협력체(APEC Business Advisory Council) 한국대표
- 1995~2000 벤처기업협회 초대 회장
- 1985~2001 (주)메디슨 대표이사
- 1978~1982 대한전선 주식회사

## 저술 활동

### 저서
- 《TTL IC의 설계와 응용》 이민화 역, 1975
- 《한경영》 이민화, 이장우 공저, (김영사, 1997.12.01) ISBN 8934901942
- 《21세기 벤처대국을 향하여》 이민화, 이광형 공저, (2000.03.27)  ISBN 8934905107
- 《초생명기업》 이민화, 이장우 공저, (김영사, 2000.09.07) ISBN 8934905921
- 《생명경영》 이민화, 이장우 공저, (김영사, 2000.11.30) ISBN 8934906278
- 《한국벤처산업발전사 1》(아르케, 2006.02.28) ISBN 8958030305
- 《한국벤처산업발전사 2》(아르케, 2006.02.28) ISBN 8958030313
- 《스마트 코리아로 가는 길 : 유라시안 네트워크》(새물결, 2010.10.17)
- 《호모 모빌리언스》(북콘서트, 2012.06.10) ISBN 9788992885607
- 《끝나지 않은 도전》 이민화 저, 북콘서트,  2012.09.
- 《지금, 당신의 스타트업을 시작하라!》 이민화, 명승은외 12명 공저, 클라우드북스, 2012.11
- 《창조경제》 이민화, 차두원 공저, 북콘서트 2013. 6
- 《Creative Economy @ Korea》 이민화, 창조경제연구회 2014. 6
- 《벤처에세이》 이민화, 창조경제연구회 2014. 6
- 《창조경제, 어디로 가는가》 이민화, 창조경제연구회 2015. 7
- 《메디슨마피아》 이민화, 창조경제연구회 2016. 2
- 《기업가정신 2.0》 이민화, 창조경제연구회 2016. 3
- 《4차 산업혁명으로 가는 길》 이민화, 창조경제연구회 2016. 9
- 《하드웨어 스타트업》 이민화, 창조경제연구회 2017. 4
- 《대한민국의 4차 산업혁명》 이민화, 창조경제연구회 2017. 5
- 《공유플랫폼 경제로 가는 길》 이민화, KCERN 2018. 1
- 《포용적 성장의 길》 이민화, KCERN 2018. 8
- 《자기조직화하는 스마트시티 4.0》 이민화, 윤예지 공저, KCERN 2018. 10
- 《4차 산업혁명의 일자리 진화》 이민화, 집문당 2018. 12
- 《디지털 트랜스폼에서 스마트 트랜스폼으로》 이민화, 주강진 공저, KCERN 2019. 5
- 《대한민국을 위하여》 이민화, KCERN 2019. 10

### 역서
- 《기업가정신》(William Bygrave, 이현숙 공역, 동서미디어, 2013.02.25) ISBN 9788996479420